# Еибар
Еибар (шп. Éibar) град је у Шпанији у аутономној заједници Баскија у покрајини Гипускоа. Према процени из 2017. у граду је живело 27 380 становника.

## Становништво
Према процени, у граду је 2017. живело 27.380 становника.
| 1970.  | 1981.  | 1991.  | 2001.  | 2011.  | 2017.  |
| ------ | ------ | ------ | ------ | ------ | ------ |
| 37.229 | 36.919 | 32.362 | 28.219 | 27.382 | 27.380 |

## Партнерски градови
- Ужице